# Comuna Negreni, Cluj
Negreni (în maghiară Körösfeketetó) este o comună în județul Cluj, Transilvania, România, formată din satele Bucea, Negreni (reședința) și Prelucele.

## Geografie
Comuna Negreni este situată în partea de vest a județului Cluj, la o distanță de 76 km față de municipiul Cluj-Napoca și la 64 km față de municipiul Oradea. Așezată pe drumul național DN 1 și european E 60 ce leagă Cluj-Napoca de Oradea, aproape la jumătatea distanței dintre cele două reședințe de județ. Amplasată de o parte și de cealaltă a râului Crișul Repede, cu casele înșiruite în luncă sau împrăștiate pe pantele mai domoale ce coboară la nord de Vârful Vlădeasa și la sud de Munții Meseș și Plopiș, comuna este în mare parte răsfirată, fiind formată din satele: Negreni, Bucea și Prelucele.
Pe lângă acestea, mai are 33 de crânguri sau cătune. Clasificarea după fizionomie: sate de tip adunate pe vale cu aureolă de risipire pe versanți. Suprafața este de 6.562 ha (65,62 kmp).
Comuna este amplasată între Muntii Vlădeasa (sudul văii Crișului Repede), Munții Plopiș și Meseș (la nordul aceleiași văi) și se învecinează cu: comuna Ciucea (județul Cluj), comuna Sig (județul Sălaj), comunele Bratca și Bulz (județul Bihor).

### Relief
Trăsătura carateristică a cadrului natural, în care este situată comuna Negreni, o constituie predominanța reliefului deluros, cu o variație a altitudinilor între 600 m și 900 m, dealuri ce poartă diferite denumiri: Dealul Flora, Dealul Rupturii, Măgura Mare.
Din punct de vedere geologic predomină formațiunile neogene și cuaternare, iar gresiile de Strâmtură dau stabilitate terenului. Ele sunt relativ dure și se folosesc chiar ca materiale de construcție. Peste aceste structuri geologice s-au depus formațiuni aluvionare de terasă. Relieful comunei prezintă numeroase curiozități, între care și gresiile, marnele și ponoarele în formă de pâlnie săpate de apă în zonele calcaroase, acestea fiind o atracție deosebită pentru iubitorii naturii. În acest sens, interesantă este Valea Șoimului care este bogată în dolomit alb stratificat, calcare închise la culoare dispuse în plăci și calcare marmoreene.

### Hidrografie
Rețeaua hidrografică este reprezentată prin Valea Crișului Repede, râu care traversează teritoriul comunei Negreni pe direcția E - V. Crișul Repede primește ca afluenți:
pâraiele din Valea Neportocului
Valea Caselor
Valea Negrii
Valea Făgădăului

### Clima
În arealul geografic al comunei Negreni este predominant un climat continental moderat cu influențe baltice, aceasta fiind specifică dealurilor înalte. Iernile sunt lungi și blânde, iar verile sunt cu temperaturi și umiditate moderate. Amplitudini termice medii anuale sunt moderate. Temperatura medie anuală este de 8,2 °C. Primele zile de îngheț apar la jumătatea lunii octombrie iar ultimele zile de îngheț se înregistrează în prima jumătate a lunii aprilie. Precipitațiile medii anuale: 650- 700 mm/an. Cantitățile de precipitații cresc în raport cu altitudinea. Vânturile dominante sunt din direcția N → NV.

### Fauna
Se înscrie în specificul de deal și podiș, este caracteristică etajului de păduri de foioase. Aici pot fi întâlnite animale ca: vulpea, mistrețul, lupul, viezurele, căprioara, iepurele, nevăstuica, veverița, iar dintre păsări: vrabia, pițigoiul, mierla, ciocănitoarea, gaia, uliul, turturica, porumbelul, pupăza, cucul etc. În apele curgătoare, care străbat teritoriul comunei, se găsesc diferite specii de pești, precum: scobarul, cleanul, mreana și păstrăvul.

## Demografie
Componența etnică a comunei Negreni
     Români (96,1%)
     Alte etnii (0,96%)
     Necunoscută (2,94%)
Componența confesională a comunei Negreni
     Ortodocși (88,65%)
     Baptiști (4,87%)
     Penticostali (1,58%)
     Alte religii (1,4%)
     Necunoscută (3,51%)
Conform recensământului efectuat în 2021, populația comunei Negreni se ridică la 2.281 de locuitori, în scădere față de recensământul anterior din 2011, când fuseseră înregistrați 2.321 de locuitori. Majoritatea locuitorilor sunt români (96,1%), iar pentru 2,94% nu se cunoaște apartenența etnică. Din punct de vedere confesional, majoritatea locuitorilor sunt ortodocși (88,65%), cu minorități de baptiști (4,87%) și penticostali (1,58%), iar pentru 3,51% nu se cunoaște apartenența confesională.

## Politică și administrație
Comuna Negreni este administrată de un primar și un consiliu local compus din 11 consilieri. Primarul, Dorin Constantin Manea[*], de la Partidul Național Liberal, este în funcție din 2008. Începând cu alegerile locale din 2024, consiliul local are următoarea componență pe partide politice:
|  | Partid                          | Consilieri | Componența Consiliului | Componența Consiliului | Componența Consiliului | Componența Consiliului | Componența Consiliului | Componența Consiliului |
|  | ------------------------------- | ---------- | ---------------------- | ---------------------- | ---------------------- | ---------------------- | ---------------------- | ---------------------- |
|  | Partidul Național Liberal       | 6          |                        |                        |                        |                        |                        |                        |
|  | Partidul Social Democrat        | 3          |                        |                        |                        |                        |                        |                        |
|  | Alianța pentru Unirea Românilor | 1          |                        |                        |                        |                        |                        |                        |
|  | Partidul PRO România            | 1          |                        |                        |                        |                        |                        |                        |

## Istorie
Începuturile istoriei trebuie căutate în negura trecutelor milenii, o importantă descoperire în acest sens fiind locul numit Cetatea Prilogului ce datează încă din epoca bronzului. Spirale discoidale găurite, peste 400 de plăci mici găurite, fragmente din vase de lut, 3 seceri, 3 brățări, un cuțit și un topor de bronz sunt primele obiecte ce atestă vechimea habitatelor umane pe teritoriul Negreniului.
Continuitatea vieții pe aceste meleaguri este dovedită și de-a lungul perioadei navălirii popoarelor migratoare. Ulterior, din Evul Mediu, sunt informații despre vestitul "târg de la Lacul Negreni", confirmă dezvoltarea comunității din zona Negreni. Numele localității apare în cronici, unde este asociat și lui Horea, conducătorul răscoalei de la 1784. Documentele vremii atestă că Horea a venit în aceste părți în anul 1782 și a lucrat o vreme ca jeler la Ciucea, Vânători și Cizer.
O altă dovadă a prezenței conducătorului moților pe meleagurile Negrenilor este mărturia generalului Sturm, din timpul răscoalei de la 1784, când acesta scria, cu îngrijorare, că Horea și Cloșca ar fi ieșit din încercuire pe la Lacul Negru. Apoi, apar informații despre căpitanul Egermann, care alături de 44 de pedestrași și 60 de luptători călare a fost trimis, din cadrul subunității militare austriece din Negreni, spre Sâncrai cu scopul de a opri cu orice preț ieșirea răsculaților din Munții Apuseni. Bucea este menționată pentru prima oară în documente în anul 1828, iar satul Prelucele abia în anul 1856.
La sfârșitul secolului al XIX-lea, ocupația de bază a localnicilor este agricultura și creșterea animalelor. Documentele atestă că în acea vreme erau cultivate 934 iugăre de teren, iar recensământul animalelor din gospodăriile țărănești indica existența a 952 de cornute, 1290 oi și 19 cai.
În anul 1895 comuna apare atestată cu numele Cercul Negreni din Plasa Aleșd, comitatul Bihor. Ulterior, aparține când de comitatul Bihorului, când de cel al Clujului.
La scurt timp după Unirea de la 1918, comuna Negreni este integrată în Plasa Crișului, județul Cluj. După 1952 aparține de raionul Aleșd, regiunea Oradea, iar din 1965 de raionul Huedin, județul Cluj. După 1968, Negreniul încetează să mai fie centru de comună, devine un sat inclus în comuna Ciucea și rămâne cu acest statut până în anul 2002 când, printr-un referendum, revine la rangul de comună.